# Rocco y sus hermanos
Rocco y sus hermanos (en italiano: Rocco e i suoi fratelli) es una película dramática francoitaliana de 1960 dirigida por Luchino Visconti y con la actuación de Alain Delon, Annie Girardot, Renato Salvatori, Katina Paxinou, Roger Hanin, Paolo Stoppa y Claudia Cardinale. La música fue compuesta por Nino Rota.
El drama se sitúa en Milán, y cuenta la historia de una familia inmigrante del sur de Italia, de Basilicata, y sus problemas de integración en el industrializado norte. Se presenta en cinco partes distintas: una por cada hermano.

## Argumento
La historia empieza cuando Rosaria Parondi, huyendo de la miseria de su tierra natal, llega con cuatro de sus hijos al moderno Milán para reunirse con el hijo mayor Vincenzo. 
Los cinco hermanos, Vincenzo, Simone, Rocco, Ciro y Luca luchan de formas diferentes por intentar adaptarse a la impersonal sociedad de una gran ciudad.
La historia gira alrededor de la relación de dos de los hermanos, Simone y Rocco, que desean a la misma mujer, Nadia, una prostituta; y de los intentos de Simone de buscar la fortuna por medio del boxeo.
Simone empieza a salir con Nadia, pero esta lo deja. Tiempo después Nadia y Rocco se enamoran, y Simone, loco de celos viola a Nadia delante de Rocco. El afán de Rocco es mantener a la familia unida por lo que renuncia a ella en favor de su hermano, viéndose obligado a boxear para solucionar los problemas económicos creados por los líos de Simone. La familia termina quebrada cuando Simone mata a Nadia y la policía lo detiene.

## Reparto
- Alain Delon: Rocco Parondi
- Renato Salvatori: Simone Parondi
- Annie Girardot: Nadia
- Katina Paxinou: Rosaria Parondi, la madre
- Alessandra Panaro: novia de Ciro
- Spiros Focás: Vincenzo Parondi
- Max Cartier: Ciro Parondi
- Corrado Pani: Ivo
- Rocco Vidolazzi: Luca Parondi
- Claudia Mori: Empleada de la lavandería
- Adriana Asti: Empleada de la lavandería
- Enzo Fiermonte: Boxeador
- Nino Castelnuovo: Nino Rossi
- Renato Terra: Alfredo, hermano de Ginetta
- Roger Hanin: Morini
- Paolo Stoppa: Cecchi
- Suzy Delair: Luisa
- Claudia Cardinale: Ginetta

## Premios
- En el festival de Venecia Luchino Visconti ganó el León de Plata y el premio FIPRESCI.
- Premio David de Donatello 1961 a la mejor producción.
- 3 Premios Nastro d'Argento 1961: mejor director, mejor escenografía, mejor fotografía en blanco y negro.